# Opius signicoxa
Opius signicoxa är en stekelart som beskrevs av Fischer 1969. Opius signicoxa ingår i släktet Opius och familjen bracksteklar. Inga underarter finns listade i Catalogue of Life.